# Тишит
Тишит (араб. تيشيت‎) — древнее укреплённое поселение (ксар), а также небольшой, частично заброшенный, современный город в мавританской области Такант. Совместно с ксарами Уадан, Шингетти, Уалата является памятником Всемирного наследия ЮНЕСКО.
Город был основан примерно в 1150 году у подножия плато Такант, известен свой традиционной архитектурой. Основное занятие местных жителей — сельское хозяйство (выращивание финиковых пальм), в городе находится небольшой музей.